# Казанова (Пиза)
Казанова је насеље у Италији у округу Пиза, региону Тоскана.
Према процени из 2011. у насељу је живело 39 становника. Насеље се налази на надморској висини од 128 м.